# Erkki Mykrä
Erkki Kalervo Mykrä, född 26 januari 1948 i Heinola, är en finländsk skulptör. 
Mykrä studerade 1969–1972 vid Ritskolan i Åbo och ställde ut första gången 1972. Efter studietiden framträdde han även som yrkesmusiker med flera skivinspelningar; musiken har stundom utgjort inslag i hans utställningar. Sina skulpturer, oftast med människan som modell, har han utfört främst i brons, gips och starkt bemålad betong. Han blev redan på 1970-talet känd för sina ironiska, smått hädiska och karikerande porträtt av de makthavande, vilket fortsatte ännu under 1980- och 1990-talet. Tendensen har emellertid därefter avtagit och hans porträttskulpturer – nu i mindre format – men alltjämt ofta i betong, är skickligt modellerade. En utställning av expressiva porträtthuvuden och helfigurer 2001 hade döden som tema. Offentliga skulpturer av honom finns bland annat i stadshuset i Kemi (1974) och Heinola stadsbibliotek (1977), samt på Koijärvi naturskyddsområde. Han undervisade vid Ritskolan i Åbo 1977–1988. Han har bland annat tillhört Arte-gruppen i Åbo.